# Gran Clásico Coronación
El Gran Clásico Coronación es una carrera de la hípica chilena de Grupo II (Grupo I desde 1989 a 1992), que se disputa todos los años en el Club Hípico de Santiago. Si bien no pertenece al Grupo I, es un clásico tradicional. Solía disputarse en la última reunión de carreras de dicho hipódromo. Desde 2016 se trasladó a principios de diciembre. El año 2020 producto de la Pandemia Por Coronavirus  y por ende la suspensión de la actividad hípica por un período prolongado está prueba no se disputó dentro del mismo año, siendo postergada para marzo de 2021 y desde ese año se corre en esa fecha. Anteriormente formó parte de la Cuádruple Corona del Club Hípico, siendo la última etapa por ello toma ese nombre. Desde 2017 lleva además el nombre del expresidente del Club Hípico de Santiago. Pablo Baraona Urzúa.

## Historia
El Primer Clásico Coronación se corrió el año 1989 y fue ganado por el ejemplar Restón. Esta prueba ha sido ganada por grandes ejemplares como el Triple Coronado nacional Wolf, Pradilla, Belle Watling, Giant's Steps, que previamente han ganado El Ensayo. También ha sido ganada por ejemplares que posteriormente han ganado El Derby, como ha sido el caso del mismo Wolf. Falling, Pradilla, Mash One, Showbiz, Pel y Full Of Luck. 
La jornada de dicha carrera solía concluir con un espectáculo pirotécnico, que no sólo iluminaba la noche santiaguina, sino que también fue un imperdible de fin de año. Desde 2004 hasta 2013 el espectáculo pirotécnico no se realizó, retomándose en 2014 y luego cancelándose nuevamente en 2016. En 2017 ese espectáculo pirotécnico se realizó para la jornada de El Ensayo.

## Récords
Récord de la distancia: 
- Flyer (2015), 2.000 con 1:57.93

Preparador con más triunfos
- 9 - Patricio Baeza (1995, 2004, 2005, 2008, 2009, 2012, 2013, 2016, 2019)

Criador con más triunfos
- 9 - Haras Don Alberto (1994, 2001, 2013, 2017, 2018, 2019, 2021, 2022, 2023)

Jinete con más triunfos
- 3 - Anyelo Rivera (1997, 2002, 2008)
- 3 - Gonzalo Ulloa (2006, 2010, 2017)
- 3 - Hector I. Berrios 2009, 2012, 2013)
- 3 - Jorge A. Gonzalez (2014, 2015, 2016)

## Ganadores del Gran Clásico Coronación
Los siguientes son todos los ganadores de la prueba desde 1989.
| Año  | Caballo         | Jinete               | Preparador           | Stud              | Haras             | Tiempo  |
| ---- | --------------- | -------------------- | -------------------- | ----------------- | ----------------- | ------- |
| 1989 | Restón          | Fernando Díaz        | Juan Cavieres A.     | La Divisa         | Lo Águila         | 1.59.02 |
| 1990 | Wolf            | Luis Muñoz           | José T. Allende F.   | Santa Amelia      | Santa Amelia      | 1.57.02 |
| 1991 | Falling (Arg)   | Sergio Vásquez       | Samuel Fuentes P.    | Eni               | Paulina           | 1.59.01 |
| 1992 | Bisbalense      | Héctor Salazar       | Delfín Bernal G.     | Maverick          | Matancilla        | 1.58.01 |
| 1993 | Vanoise         | Luis Torres          | Alfredo Bagú R.      | Don Cotto         | Oromo             | 2.01.01 |
| 1994 | Pradilla        | Pedro Santos         | Óscar González G.    | Trily             | Don Alberto       | 2.00.00 |
| 1995 | Rosamora        | Marcos Aranda        | Patricio Baeza A.    | Maitenal          | Santa Isabel      | 2.01.01 |
| 1996 | Toresani        | Víctor Mansilla      | Pedro Medina Ch.     | Los Íntimos       | El Peumo          | 1.57.04 |
| 1997 | Mash One        | Anyelo Rivera        | Domingo Matte D.     | Haras Trafalgar   | Santa Eladia      | 1.57.04 |
| 1998 | Turbo Jet       | Richard Castillo     | Juan Cavieres A.     | Don Cotto         | Porta Pía         | 1.57.04 |
| 1999 | Bella Madame    | Hernán E. Ulloa      | Pedro Melej R.       | Cecilias          | Santa Amelia      | 1.58.03 |
| 2000 | Seinne          | Michelle G. Castillo | Juan Cavieres A.     | Haras de Pirque   | De Pirque         | 1.58.04 |
| 2001 | Tronare         | Michelle G. Castillo | Alfredo Bagú R.      | La Nonna          | Don Alberto       | 1.57.02 |
| 2002 | Showbiz         | Anyelo Rivera        | Juan Cavieres A.     | El Cedro          | Santa Mariana     | 1.58.03 |
| 2003 | Pel             | Luis Torres          | Pedro Polanco B.     | Kokekil           | Casablanca        | 1.57.02 |
| 2004 | Sam Forli       | Juan Galleguillos    | Patricio Baeza A.    | Quo Vadis         | Villa Rosa        | 1.58.56 |
| 2005 | Tres Públicos   | Juan Galleguillos    | Patricio Baeza A.    | La Poza           | Patricio Baeza A. | 1.59.12 |
| 2006 | Tifone          | Gonzalo Ulloa        | José T. Allende F.   | Limarí            | Limarí            | 1.59.33 |
| 2007 | Shapandaz       | Hernán E. Ulloa      | Gabriel Melej R.     | San Gerónimo      | Matancilla        | 2.01.75 |
| 2008 | Casablanca Star | Anyelo Rivera        | Patricio Baeza A.    | Carillanca        | Matancilla        | 2.00.32 |
| 2009 | Belle Watling   | Héctor I. Berrios    | Patricio Baeza A.    | Don Theo          | Matancilla        | 1.58.63 |
| 2010 | Sahara Sun      | Gonzalo Ulloa        | Oliverio Martínez L. | Los Tilos         | La Obra           | 1.59.60 |
| 2011 | Indy Station    | Víctor Cifuentes     | Domingo Matte D.     | Peñalolén         | Santa Amelia      | 1.58.27 |
| 2012 | Giant's Steps   | Héctor I. Berríos    | Patricio Baeza A.    | Los Tanderos      | Puerta de Hierro  | 1.57.70 |
| 2013 | Zambitamba      | Óscar Ulloa          | Jorge Inda M.        | Haras Sumaya      | Sumaya            | 1.57.90 |
| 2014 | Zambian Dream   | Óscar Ulloa          | Marco Pavez O.       | Haras Sumaya      | Sumaya            | 1.57.69 |
| 2015 | Flyer           | Jorge A. González    | Guillermo Aguirre A. | Rastafario        | Paso Nevado       | 1:57:93 |
| 2016 | Full of Luck    | Jorge A. González    | Patricio Baeza A.    | Quinchao          | Paso Nevado       | 1.59.46 |
| 2017 | Manccini        | Gonzalo Ulloa        | Amador Sánchez Q.    | Súper Súper       | Don Alberto       | 1.59.13 |
| 2018 | Nombar          | David Sánchez        | Guillermo Aguirre A. | Haras Don Alberto | Don Alberto       | 2.00.63 |
| 2019 | Master Piece    | Kevin Espina         | Patricio Baeza A.    | Ibiza             | Don Alberto       | 2.01.32 |
| 2021 | Maxi Piccolino  | Javier I. Guajardo   | Sergio Inda M.       | El Mero Mero      | Don Alberto       | 2.01.32 |
| 2022 | Nenúfar Azul    | Jaime Medina         | Juan Cavieres A.     | Haras Don Alberto | Don Alberto       | 2.01.40 |
| 2023 | Mamá Lili       | Jaime Medina         | Patricio Baeza A.    | Stud Doña Eliana  | Don Alberto       | 1.59.04 |
| 2024 | Pantonne        | Jaime Medina         | Patricio Baeza A.    | Stud Doña Eliana  | Don Alberto       | 2.00.76 |
| 2025 | My Way          | Óscar Ulloa          | Patricio Baeza A.    | R.T.              | Don Alberto       | 1.57.63 |

## Última edición
El domingo 16 de marzo de 2025. se disputó una versión más del "Gran Clásico Coronación - Pablo Baraona Urzúa". Ganó el ejemplar My Way, (hijo de Mendelssohn), derrotando a Día de Otoño, en tercera posición se colocó Ponteau, en cuarta posición llegó Torna y la tabla la cerró Lucky Red. My Way fue conducido por Óscar Ulloa, quien obtiene su tercer clásico "Coronación", es preparado por Patricio Baeza A. que consiguió su undécima victoria en esta prueba, pertenece al Stud R.T. y fue criado en el Haras Don Alberto.